# EMT Squared
Pour les articles homonymes, voir EMT.
EMT Squared Co.,Ltd. (株式会社EMTスクエアード, Kabushiki-gaisha EMT Sukueādo, stylisé EMT²) est un studio d'animation japonaise créé le 25 juillet 2013.
Le directeur-représentant Hideaki Miyamoto était auparavant producteur chez TMS Entertainment.

## Productions

### Séries télévisées
| Année | Titre                                             | Dates de 1re diffusion | Dates de 1re diffusion | Nb. éps.   | Notes                                                                                  |
| Année | Titre                                             | Début                  | Fin                    | Nb. éps.   | Notes                                                                                  |
| ----- | ------------------------------------------------- | ---------------------- | ---------------------- | ---------- | -------------------------------------------------------------------------------------- |
| 2015  | Rainy Cocoa (en)                                  | 5 avril 2015           | 21 juin 2015           | 12         | Basée sur le manga éponyme.                                                            |
| 2015  | Rainy Cocoa, Welcome to Rainy Color (en)          | 5 octobre 2015         | 27 décembre 2015       | 12         | 2e saison de la série télévisée d'animation Rainy Cocoa.                               |
| 2016  | Kuma miko (ja)                                    | 3 avril 2016           | 19 juin 2016           | 12         | Basée sur le manga de Masume Yoshimoto ; coproduite avec Kinema Citrus.                |
| 2016  | Fudanshi Kōkō Seikatsu (ja)                       | 5 juillet 2016         | 20 septembre 2016      | 12         | Basée sur le yonkoma de Atami Michinoku.                                               |
| 2016  | Rainy Cocoa in Hawaii (en)                        | 2 octobre 2016         | 18 décembre 2018       | 12         | 3e saison de la série télévisée d'animation Rainy Cocoa.                               |
| 2017  | Nyanko Days (en)                                  | 8 janvier 2017         | 26 mars 2017           | 12         | Basée sur le yonkoma de Tarabagani.                                                    |
| 2017  | Love Tyrant                                       | 6 avril 2017           | 22 juin 2017           | 12         | Basée sur le manga de Megane Mihoshi.                                                  |
| 2017  | Urahara (ja)                                      | 4 octobre 2017         | 20 décembre 2017       | 12         | Basée sur le webcomic de Patrick Macias et de Mugi Tanaka ; coproduite avec Shirogumi. |
| 2017  | Ame-Con!! (en)                                    | 4 octobre 2017         | 27 décembre 2017       | 12         | 4e saison de la série télévisée d'animation Rainy Cocoa.                               |
| 2018  | Alice or Alice (ja)                               | 4 avril 2018           | 27 juin 2018           | 12         | Basée sur le manga de Riko Korie.                                                      |
| 2018  | Hyakuren no haō to seiyaku no varukyuria (en)     | 8 juillet 2018         | 23 septembre 2018      | 12         | Basée sur le light novel de Seiichi Takayama et de Yukisan.                            |
| 2019  | Rainy Cocoa side G (en)                           | 9 janvier 2019         | 27 mars 2019           | 12         | 5e saison de la série télévisée d'animation Rainy Cocoa.                               |
| 2019  | Assassin's Pride                                  | 10 octobre 2019        | 26 décembre 2019       | 12         | Basée sur le light novel de Kei Amagi et de Nino Ninomoto.                             |
| 2020  | Boku no tonari ni ankoku hakaishin ga imasu. (ja) | 11 janvier 2020        | 28 mars 2020           | 12         | Basée sur le manga d'Arata Aki.                                                        |
| 2020  | Kuma Kuma Kuma Bear                               | 7 octobre 2020         | 24 décembre 2020       | 12         | Basée sur le light novel écrit par Kumanano.                                           |
| 2021  | Drugstore in Another World (en)                   | 7 juillet 2021         | 22 septembre 2021      | 12         | Basée sur le light novel écrit par Kennoji.                                            |
| 2022  | I'm Quitting Heroing (en)                         | avril 2022             | À annoncer             | À annoncer | Basée sur le light novel écrit par Quantum.                                            |
| 2024  | Train to the End of the World                     | 1er avril 2024         | 24 juin 2024           | 12         | Anime original réalisé par Tsutomu Mizushima.                                          |

## Coopération de production
| Année | Titre                                                  | Studio principal  |
| ----- | ------------------------------------------------------ | ----------------- |
| 2014  | Barakamon                                              | Kinema Citrus     |
| 2014  | Gugure! Kokkuri-san (en)                               | TMS Entertainment |
| 2014  | Bodacious Space Pirates the Movie: Abyss of Hyperspace | Satelight         |
| 2015  | Durarara!!×2 Shō                                       | Shuka (en)        |
| 2015  | Nagato Yuki-chan no shōshitsu (ja)                     | Satelight         |
| 2015  | Ultimate Otaku Teacher                                 | A-1 Pictures      |
| 2015  | Classroom☆Crisis                                       | Lay-duce          |
| 2015  | Durarara!!×2 Ten                                       | Shuka (en)        |
| 2015  | Himouto! Umaru-chan                                    | Doga Kobo         |
| 2015  | DD Hokuto no Ken 2 Ichigo Aji+ (ja)                    | Ajiadō            |
| 2016  | Uchū Patrol Luluco                                     | Trigger           |
| 2016  | Tonkatsu DJ Agetarō (ja)                               | Studio Deen       |
| 2016  | Fukigen na Mononokean (ja)                             | Pierrot Plus      |
| 2016  | ReLIFE                                                 | TMS Entertainment |
| 2016  | Cute High Earth Defense Club Love! Love!               | Studio Comet      |